# Edward Pilch
Edward Roman Pilch (ur. 25 lutego 1916 w Jaśle, zm. 20 lutego 1941 w Wielkiej Brytanii) – porucznik pilot Polskich Sił Powietrznych w Wielkiej Brytanii.

## Życiorys
Ukończył Szkołę Powszechną im. Romualda Traugutta a później Państwowe Gimnazjum im. Króla Stanisława Leszczyńskiego w Jaśle zdając maturę w 1934.
Jesienią tego roku został przyjęty do Szkoły Podchorążych Piechoty w Różanie na kurs unitarny (na którym poznał innych późniejszych pilotów m.in. Wacława Króla) gdzie przydzielono go do 10. kompanii. Wiosną 1935 złożył podanie o przyjęcie do Szkoły Podchorążych Lotnictwa w Dęblinie. Przed rozpoczęciem nauki w Szkole Podchorążych ukończył kurs w Wojskowym Obozie Szybowcowym w Ustianowej. Na wiosnę 1937 po zakończeniu szkolenia w SPL został skierowany do Grudziądza, gdzie przeszedł program szkolenia myśliwskiego po zakończeniu którego otrzymał przydział do 122 eskadry myśliwskiej 2 pułku lotniczego w Krakowie. 15 października 1937 został promowany na stopień podporucznika.
Wieczorem 1 września 1939 ze względu na śmierć dowódcy dywizjonu kpt. Mieczysława Medweckiego i przesunięcia personalne w eskadrach (m.in. oficer taktyczny kpt. Walerian Jasionowski przesunięty na stanowisko dowódcy dywizjonu), objął obowiązki oficera taktycznego które ograniczały jego rolę jako pilota frontowego. Pomimo to 2 września uzyskał swoje pierwsze zestrzelenie (Ju-87). Pod koniec września, na rozkaz przełożonych przeleciał w P.11c na teren Rumunii gdzie został internowany w obozie w Focșani. Wkrótce zbiegł i dotarł do portu Bałczik skąd na pokładzie greckiego statku "Aghios Nikolaos" przedostał się do Bejrutu. Tu został zaokrętowany na statek "Ville de Strasbourg" i 29 października przypłynął do Marsylii.
We Francji został skierowany do Polskiej Bazy Lotniczej w Lyon-Bron. 24 stycznia 1940 wraz z grupą lotników wysłany do Wielkiej Brytanii znalazł się w Polskiej Bazie Lotniczej w Eastchurch, gdzie odbył przeszkolenie z pilotażu i taktyki walki stosowanej w jednostkach brytyjskich. W lipcu 1940 kiedy zaczęło się formowanie polskich dywizjonów w Wielkiej Brytanii został skierowany w charakterze pomocnika brytyjskich instruktorów do 302 Dywizjonu w którym po uzyskaniu zdolności operacyjnej przez ww. dywizjon pozostał w charakterze pilota (eskadra B) i brał z nim udział m.in. w Bitwę o Anglię uzyskując kolejne zestrzelenia: Do 215 w dn. 15 września 1940, Ju-88 w dn. 18 września i (wspólnie z plut. Marianem Wędzikiem) Ju-88 w dn. 16 lutego 1941.
20 lutego 1941 w czasie treningowej walki utracił panowanie nad samolotem (Hurricane, oznaczenie: WX-P), który w czasie lotu nurkowego uderzył z dużą prędkością w ziemię. W kilka dni po katastrofie, przy asyście delegacji innych polskich dywizjonów lotniczych, został pochowany na Chichester Cemetery w Chichester. U wezgłowia mogiły koledzy zasadzili małą brzózkę.
Na liście Bajana został sklasyfikowany na 105. pozycji z zaliczonymi 2 1/2 zestrzeleniami pewnymi.

## Ordery i odznaczenia
- Krzyż Srebrny Orderu Virtuti Militari nr 9265 (pośmiertnie)
- Krzyż Walecznych - dwukrotnie
- Medal Lotniczy
- Polowy Znak Pilota nr 391